# سيرجيو ماتابوينا
سيرجيو ماتابوينا (بالإسبانية: Sergio Matabuena)‏ (مواليد 12 فبراير 1979 في سانتاندير - إسبانيا) لاعب كرة قدم إسباني يلعب حاليا لصالح نادي الدرجة الأولى ريال سبورتنغ خيخون الإسباني منذ 2007 في مركز الوسط المدافع . .

## روابط خارجية
- سيرجيو ماتابوينا على موقع قاعدة بيانات كرة القدم.إي يو (الإنجليزية)
- سيرجيو ماتابوينا على موقع Soccerway.com (الإنجليزية)
- سيرجيو ماتابوينا على موقع كووورة